# Albert szász–coburg–gothai herceg
Ferenc Albert Ágost Károly Emmánuel szász–coburg–gothai herceg (németül: Franz Albert August Karl Emmanuel, angolul: Francis Albert Augustus Charles Emmanuel) (Rosenau-kastély, Coburg, 1819. augusztus 26. – Windsori kastély, Berkshire, 1861. december 14.); a Wettin-ház Ernő-ágából származó szász herceg, Viktória brit királynő unokafivére, 1840-től haláláig Viktória királynő férje. Megszólítása a brit királyi udvarban 1840-től His Royal Highness (HRH) Prince Albert (azaz Ő királyi fensége Albert herceg), 1857. június 25-től viselt hivatalos méltósága a Prince Consort volt (magyarul kb. az uralkodónő hercegi rangú házastársa). A Szász–Coburg–Gothai-ház tagja.

## Élete
I. Ernő szász–coburg–gothai herceg és Lujza szász–gotha–altenburgi hercegnő második fia.
1840. február 10-én vette feleségül Viktória brit királynőt. Kilenc gyermekük született:
1. Viktória német császárné (1840–1901)
2. VII. Eduárd brit király (1841–1910)
3. Aliz hesseni nagyhercegné (1843–1878)
4. Alfréd szász–coburg–gothai herceg (1844–1900)
5. Ilona brit királyi hercegnő (1846–1923)
6. Lujza Argyll hercegné (1848–1939)
7. Artúr brit királyi herceg (1850–1942)
8. Lipót brit királyi herceg (1853–1884)
9. Beatrix brit királyi hercegnő (1857–1944)